# Bataille de Münchengrätz
Guerre austro-prussienne
Batailles
- front austro-prussien

- Hühnerwasser
- Podol
- Trautenau
- Nachod
- Langensalza
- Oswiecim
- Münchengrätz
- Soor
- Skalitz
- Gitschin
- Königinhof
- Schweinschædel
- Sadowa (Königgrätz)
- Dermbach
- Kissingen
- Aschaffenbourg
- Hundheim
- Blumenau
- Tauberbischofsheim
- Werbach
- Helmstadt/Uettingen
- Gerchsheim
- Uettingen/Roßbrunn/Hettstadt

- front austro-italien

- Custoza
- Val Vestino
- Cimego
- Pieve di Ledro
- Monte Nota
- Monte Suello
- Lissa
- Bezzecca
- Primolano
- Borgo
- Cimego
- Levico
- Versa

La bataille de Münchengrätz, qui eut lieu le 28 juin 1866, au début de la guerre austro-prussienne, est une victoire prussienne. Elle opposa la 1re armée prussienne, sous les ordres du Prince Frédéric-Charles, qui venait d'opérer sa jonction avec l'armée de l'Elbe du général von Bittenfeld, au 1er corps d'armée autrichien commandé par le général Clam-Gallas. Cette bataille sanglante apporta la maîtrise de toute la vallée de l’Iser à la Prusse, forçant les Autrichiens et leurs alliés saxons en retraite à marches forcées depuis Dresde, à se replier sur Jičín.

## Mouvements de troupes

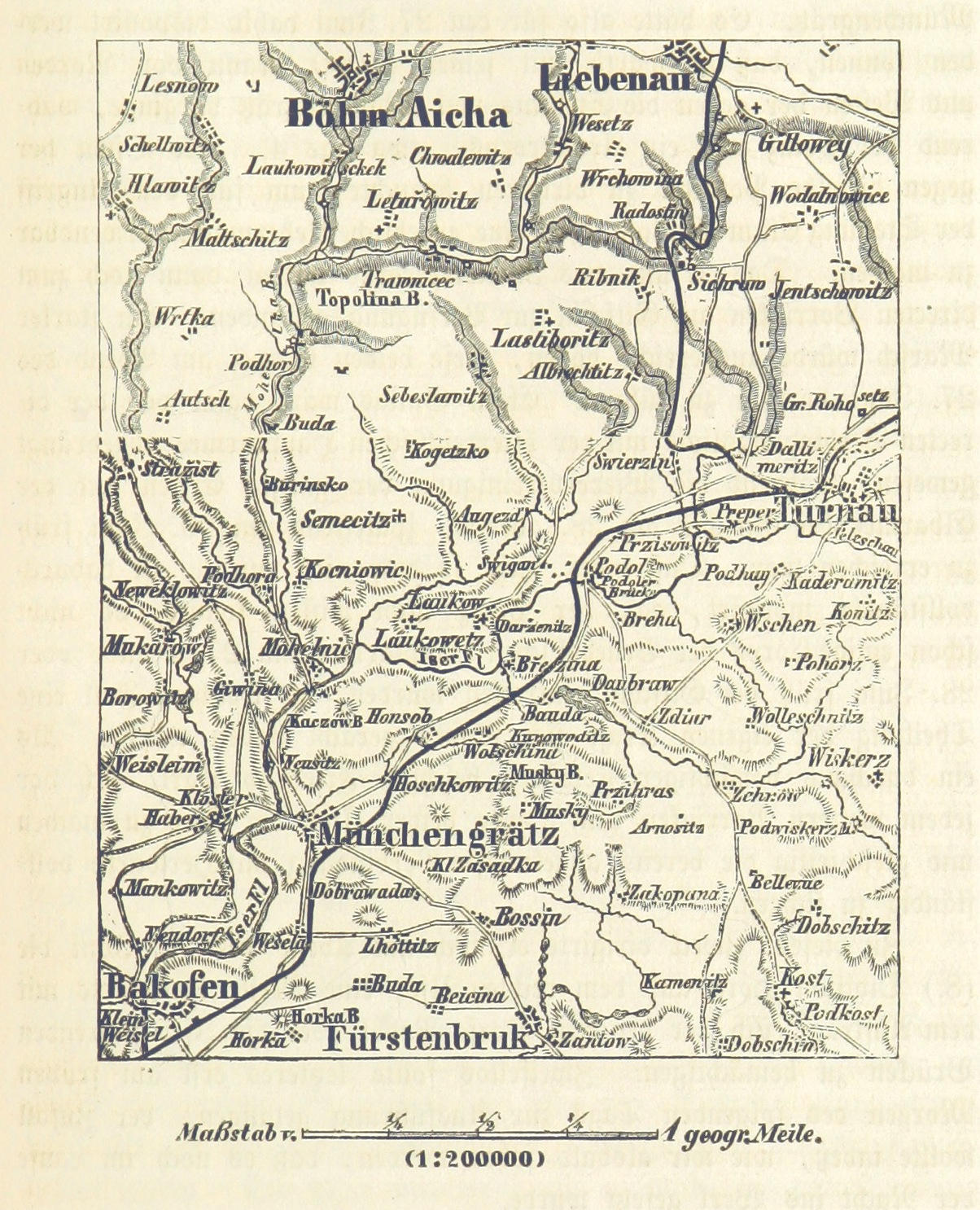
Carte d'État-major d'époque.

Le 27 juin, l’Armée de l’Elbe faisait sa jonction avec la 1re armée prussienne, qui le soir même parvint à forcer le franchissement de l’Iser à Turnau et Podol. L’Armée de l’Elbe se mit en marche à 6 heures du matin, car l’aile gauche de la 1re armée prussienne, envoyée en reconnaissance, s'était heurtée à une forte résistance, et l’armée Herwarth avait dû suspendre sa progression depuis l'ouest contre l'aile gauche des Autrichiens.
Le comte Clam-Gallas décida le 27 juin de prendre position à Münchengrätz : il envoya ses troupes au nord de cet objectif, vers le village de Kloster, afin de barrer le dernier franchissement de l’Iser à l’armée de l'Elbe. Cette rivière, en s’écoulant vers le sud à l'ouest de Münchengrätz, barrait en effet la direction de l'ouest, de sorte que les Prussiens devaient s'emparer de ce pont avant d'attaquer. L'aile gauche des Autrichiens faisait face à l’Armée de l’Elbe, mais ses flancs étaient à découvert. Le centre couvrait le front au Nord, tandis que l'aile droite s'étirait en direction du nord-est, offrant son flanc aux Prussiens. Au nord, où quelques collines surplombaient la vallée de l’Iser, s'ouvrait un col entre les monts Musky et le Kaezowberg : Clam-Gallas y laissa ses troupes en défense, négligeant la couverture des flancs de son aile droite. Clam-Gallas estimait en effet que les escarpements des monts Musky étaient suffisamment difficiles à franchir pour ne les défendre qu’avec quelques canons. Il concentra une partie des contingents saxons alliés, sous les ordres du prince héritier Albert, à l’aile gauche, et conserva le reste en réserve.
Les Prussiens passèrent à l’attaque en cinq colonnes : deux colonnes de l’Armée de l’Elbe marchaient sur Hühnerwasser et Aïcha en Bohême, qui se heurtèrent à l’aile gauche et au flanc gauche du centre autrichien, sur les coteaux du Kaezowberg. Le terrain montagneux donnait à l’aile droite des Autrichiens une forte position.

## Le combat

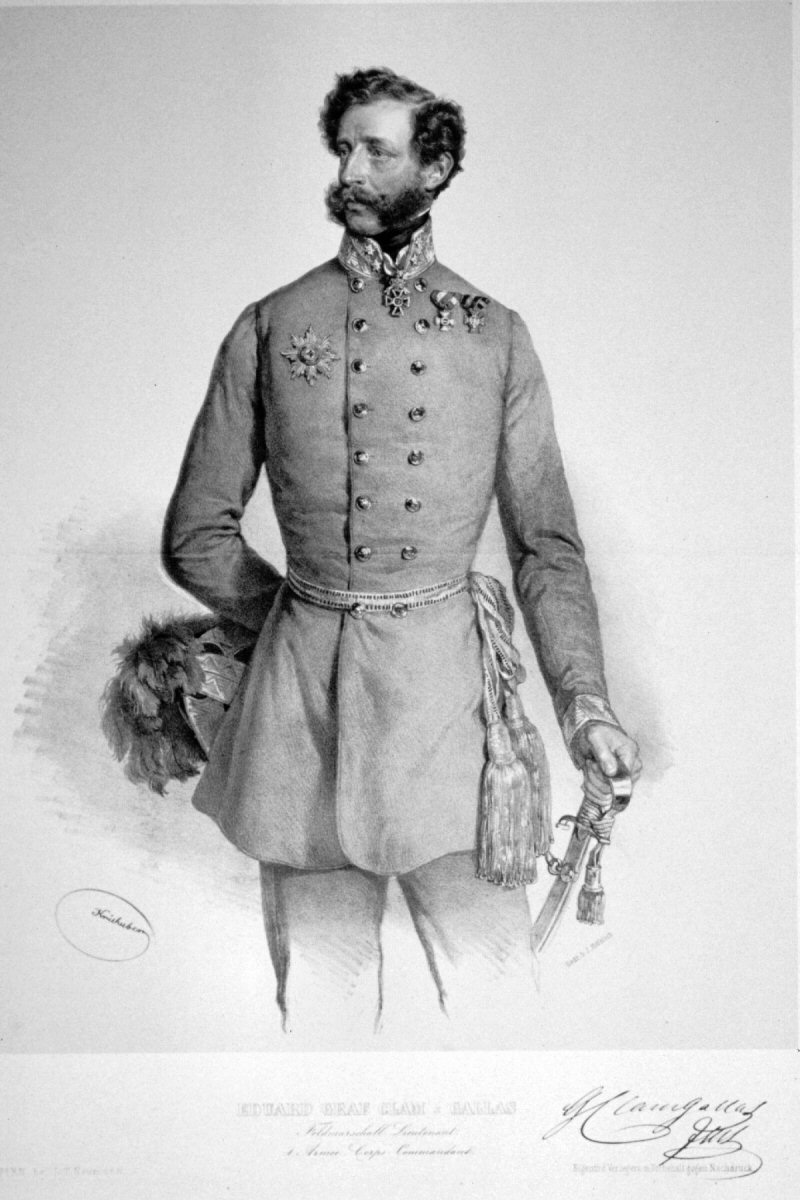
Le général de cavalerie Eduard Clam-Gallas.

L’Armée de l’Elbe atteignit la ligne de front peu après sept heures du matin. La 14e Division commandée par le général zu Münster-Meinhövel poursuivit en direction de Münchengrätz via Böhmisch-Aicha. Le front autrichien présentait une ligne ininterrompue de Haber à Kloster.
Le prince Frédéric-Charles ordonna à la 8e Division du général von Horn et la 6e Division du général von Manstein d'attaquer le centre autrichien. La 7e Division du général prussien Fransecky, qui venait d'occuper Turnau, se portait contre le flanc droit des Autrichiens, en position sur le plateau du Muskyberg, avec ordre de contourner la position ennemie au Nord. Le contact entre les deux armées se fit presque au même moment à l'aile gauche et au centre. La Division Fransecky marcha au sud vers le plateau du Muskyberg : la tête de colonne prussienne était formée de deux bataillons du 27e régiment d'infanterie, sous les ordres du colonel von Zichlinski.
Les batteries autrichiennes pilonnèrent sans relâche les colonnes ennemie à découvert entre Weiszleim et Kloster. Le corps de Clam-Gallas, commis à la défense du plateau, était réparti en trois brigades: la Brigade Poschacher, la Brigade Leiningen et la Brigade Piret.
Le général Herwarth fit poster ses batteries sur les coteaux ouest, afin de faire pièce aux canons ennemis. Dès que le génie fut parvenu à jeter un premier pont en travers de l'Iser, les Prussiens se portèrent en masse à l'assaut de Münchengrätz. Au terme du duel d'artillerie, les Prussiens occupèrent immédiatement la vallée opposée avec des 69e, 40e, 33e régiments d'infanterie et le 28e régiment de fusiliers. Simultanément, l'aile droite de l'armée prussienne, formée du gros de l'Armée de l'Elbe et de la 14e Division, montait à l'assaut. Les Autrichiens durent démonter leurs batteries les plus avancées afin de ne pas abandonner de canon aux mains de l'ennemi. L'avant-garde prussienne s'empara rapidement du bourg de Münchengrätz, ne trouvant face à elle que la 2e Division saxonne, armée d'une seule batterie et de deux escadrons de cavalerie.
Comme l'aile gauche prussienne bifurquait vers les villages de Podiost et de Sobotka, le comte Clam-Gallas réalisa à ce moment que son aile droite était débordée, avec le risque de voir ses forces divisées.
Les Autrichiens firent retraite en désordre vers Smidary, tentant de rejoindre l'armée du général en chef Benedek. Les batteries autrichiennes postées sur les plateaux balayaient la vallée entre Kloster et le pont sur l'Iser, pour empêcher les Prussiens de harasser les troupes en déroute. Ces canons purent être démontés à temps.

## Conséquences
Le IIe corps d'armée prussien s'était porté sur Zehrow et Daubrow, le gros de la cavalerie suivant à peu de distance. La 7e Division prussienne se retrancha près de Bossin, la 8e Division s'avança sans opposition jusqu'à Dobrá Voda ; la 6e Division resta en position à Brezina, couverte du côté de Hrdetz par la 2e Division de cavalerie de Hann von Weyhern (de). Quant aux autres unités de l'Armée de l'Elbe, la 14e Division avait atteint Münchengrätz, la 15e Division se regroupa plus au sud à Veselá, et la 16e Division mit le camp près de Haber. Les Autrichiens se repliaient à Jičín, passant par Fürstenbruck et Unter-Bautzen. Leur sanglante défaite laissait les Prussiens maîtres de la ligne de l'Iser et les forçait à se replier avec leurs alliés saxons, venus à marche forcée depuis Dresde ; ils furent d'ailleurs rattrapés par l'ennemi le lendemain. Les pertes des Autrichiens s'élevaient à 2 000 hommes dont 1 600 prisonniers ; quant aux Prussiens, ils n'avaient perdu que 150 hommes.